# Gregoriden
Die Gregoriden waren eine großarmenische Adelsfamilie der Antike, die ihren Namen vom berühmtesten Mitglied des Hauses – Gregor dem Erleuchter († c. 330) – ableitet, der der Apostel der Armenier und der erste Katholikos (Patriarch) der Armenischen Apostolischen Kirche war. Sie blühte vom Ende des 3. Jahrhunderts bis zum Beginn des 5. Jahrhunderts n. Chr.
Die Familie war parthischer Herkunft und entstammt der Dynastie der Suren-Pahlav, die ein Seitenzweig der Arsakiden waren, die in Persien und in Armenien regierten.

## Herkunft
Der älteste namentlich bekannte Stammvater der Gregoriden war Anak Suren-Pahlav, sich durch eine wenig erbauliche Tat einen Platz in der armenischen Geschichte verschaffte, da er im Auftrag des sassanidischen „Königs der Könige“ des Perserreiches, Schapur I., seinen Verwandten, den König von Armenien Trdat II. (Tiridates II.) um 252 ermordete und damit die Eroberung Armeniens durch das Sassanidenreich einleitete.
Gleichsam zur Sühne dienten seine Nachkommen über hundert Jahre lang als Patriarchen und Heilige der armenischen Kirche.
Die Familie Anaks, das Haus Suren-Pahlav, war selbst ein entfernter Zweig der parthischen Dynastie der Arsakiden, die von 247 v. Chr. bis 224 nach Chr. als „Könige der Könige“ das Perserreich und von 54 n. Chr. bis 428 n. Chr. als Könige das historische Großarmenien regierten.
Die wichtigsten Besitzungen der Suren-Pahlav lagen in Sakestan – heute beiderseits der iranisch-afghanischen Grenze – wobei sie regelmäßig als Gouverneure die Provinz Sistan, im Ostiran regierten.
Das Haus genoss besondere Privilegien. So stand seinem Oberhaupt das Recht zu, die parthischen Großkönige von Persien aus dem Haus der Arsakiden zu krönen. Auch war das Amt des militärischen Oberkommandierenden in der Familie erblich, sodass dessen Amtsbezeichnung „Surena“ dem Familiennamen entlehnt wurde.
Ein Verwandter – und möglicher Vorfahre der Gregoriden – war der General Surenas (* c. 84 v. Chr., † c. 52 v. Chr.), der Heerführer des Partherreiches, der im Jahre 53 v. Chr. die römische Armee unter Marcus Licinius Crassus in der berühmten Schlacht bei Carrhae (heute Harran, eine Stadt und ein Landkreis der türkischen Provinz Şanlıurfa) besiegte.

## Rolle in der Geschichte
Die Gregoriden nahmen im Königreich Großarmenien nach den regierenden Arsakiden den zweiten Platz ein, da sie das höchste kirchliche Amt, das des Katholikos (Patriarchen) der Armenischen Kirche über fünf Generationen – und über hundert Jahre – vom Beginn des dritten Jahrhunderts bis zum Tod des letzten Patriarchen dieses Hauses 437/439 gleichsam als Erbamt ausübten, indem der Sohn auf den Vater und der Bruder auf den Bruder folgte.
Dies gelang durch eine besondere Vorgangsweise, indem alle männlichen Familienmitglieder Theologie studierten, in früher Jugend heirateten, Kinder bekamen, jedoch später – sobald sich die Möglichkeit einer Nachfolge in das Amt des Katholikos ergab – auf das Familienleben verzichteten, um die Nachfolge in das höchste Kirchenamt antreten zu können.
Die Gregoriden verdankten ihren großen Einfluss aber nicht nur ihrer Herkunft und den  geistlichen Würden, sondern auch ihrer Stellung als weltliche Fürsten, die u. a. die Regionen  Acilisene (Hachdeanq/Hashteank), Taron-Ashtishat (West-Taron) und Bagravandene (Bagrevand) beherrschten.
Hinzu kam eine mehrfache Verschwägerung mit den Königen von Armenien aus dem Haus der Arsakiden.
Die Gregoriden bildeten dadurch eine Paralleldynastie, die vielfach mit den regierenden Arsakiden kooperierte, gelegentlich jedoch zu diesen auch in offenem Konflikt stand.
Die Gregoriden erloschen in männlicher Linie im Jahre 439 mit dem Tod des letzten Katholikos aus dem Haus der Gregoriden, Isaak dem Großen, wobei der umfangreiche Besitz über dessen Erbtochter Sahakanoysh an das Haus Mamikonjan fiel, dessen Stellung in der ersten Reihe der armenischen Aristokratie dadurch massiv verstärkt wurde.

## Stammliste
Die Stammliste der Gregoriden lässt sich nach A. Wagner und Christian Settipani etwa wie folgt skizzieren:
(A)  Anak Suren-Pahlav († c. 252) ⚭ Okohe Ne
Sohn:
(B)  St. Gregor der Erleuchter, Katholikos von Armenien (314 – c. 327), Heiliger, († c. 330), Fürst der gregoridischen Domänen (Acilisene (Hachdeanq), Taraun-Ashtishat (West-Taron) Bagravandene (Bagrevand) etc.
⚭ Mariam Ne, Tochter eines David
2 Söhne von Gregor dem Erleuchter:
(C1) St. Aristakes I., Katholikos von Armenien, Fürst der gregoridischen Domänen (320 – 327), Heiliger
(C2) St. Vartanes I., Katholikos von Armenien (327 – 342), Fürst der gregoridischen Domänen, Heiliger
2 Söhne des Vartanes:
(D1) St. Grigoris (* c. 302, † 343), Katholikos von Albania (Aghwank) und von Iberien (beide im Kaukasus) (c.  327 bis 343 n. Chr.), Märtyrer und Heiliger
⚭ Ne
(Kinder sterben jung)
(D2) Husik I. (Hesychus), Katholikos von Armenien (342 – 348), Fürst der gregoridischen Domänen
⚭ Ne, Prinzessin von Armenien aus dem Haus der Arsakiden, T. v. Trdat III. (Tiran (Helios)) Tiridates III. „der Große“, “der Heilige”, erster christlicher König von Großarmenien und der Aschken, einer Prinzessin der Osseten
2 Söhne von Husik I.:
(E1) Pap, Diakon, General, Fürst der gregoridischen Domänen, † 348/53
⚭ 1.) 317 Varazdukt, Prinzessin von Armenien, Tochter von Chosrau III. „der Kleine“ König von Großarmenien (330 – 339)
⚭ 2.) Ne, eine Adelige aus der Provinz Taron
Sohn Paps aus 2. Ehe
(F) Vrik, Prinz aus dem Haus der Gregoriden
(E2) Atanakines (* c. 315, † 348/353), Diakon, General, Fürst der gregoridischen Domänen
⚭ Bambischen, Prinzessin von Armenien aus dem Haus der Arsakiden (* c. 315), Tochter von Chosrau III. „dem Kleinen“, König von Großarmenien (330 – 339)
Sohn von Atanakines:
(F) St. Nerses I. der Große, Katholikos von Armenien (353 – 373), Fürst der gregoridischen Domänen
⚭ Sandukt Mamikonjan, Tochter von Wardan Mamikonjan, Fürst der Mamikoniden cl. c. 350 – 365
Sohn von St. Narses:
(G) St. Isaak der Große (Sahak Partev), Katholikos von Armenien (387 – 428), Fürst der gregoridischen Domänen
⚭ Ne
Tochter von Isaak dem Großen:
(H) Sahakanoysch (* c. 385), Prinzessin aus dem Haus der Gregoriden, Erbin der Gregoridischen Domänen
⚭ Hamazasp Mamikonjan, 416 „Sparapet“ (Oberkommandierender) der armenischen Streitkräfte, Erbe der gregoridischen Domänen, cl. c. 387 – 432. Er war der nähere Stammvater des Hauses Mamikonjan, dessen Nachkommen das Erbe der Gregoriden nicht nur an das Haus der Bagratiden, sondern auch an byzantinische Familien weitergaben.